# Gordana Siljanovská-Davková
Gordana Siljanovská-Davková (makedonsky Гордана Силјановска-Давкова; * 11. května 1953 Ochrid) je severomakedonská univerzitní profesorka a právnička, od května 2024 šestá prezidentka Severní Makedonie. Se ziskem 41,21 % hlasů vyhrála první kolo přímé prezidentské volby v roce 2024. Ve druhém rozhodujícím kole zvítězila s 69,01 % hlasů nad Stevem Pendarovskim. Úřadu se ujala složením slibu 12. května 2024. Stala se tak první prezidentkou v historii země.

## Osobní život
Narodila se 11. května 1953 v Ochridu v Jugoslávii (dnešní Severní Makedonie). Základní a střední školu absolvovala v Skopji. V roce 1978 vystudovala práva na Univerzitě ve Skopji a v roce 1993 získala titul Ph.D. na Univerzitě v Lublani. Po ukončení studií působila jako asistentka profesora na Univerzitě ve Skopji. V roce 2004 získala na této univerzitě řádnou profesuru v oborech ústavní právo a politický systém.

## Politická kariéra
Svou politickou kariéru zahájila v roce 1991 jako členka ústavního výboru Shromáždění Severní Makedonie. Tuto funkci vykonávala jeden rok. V letech 1992–1994 působila jako ministryně bez portfeje ve vládě Branka Crvenkovského. Mezi roky 2008 a 2016 byla členkou Evropské komise pro demokracii prostřednictvím práva.
V únoru 2019 se stala kandidátkou strany VMRO-DPMNE pro prezidentské volby konané téhož roku. V prvním kole získala 42,3 % hlasů a postoupila do druhého kola. V něm získala 44,8 % hlasů a prohrála proti Stevu Pendarovskemu.
Ve volbách v roce 2020 byla zvolena do Shromáždění Severní Makedonie za stranu VMRO-DPMNE.
V roce 2024 znovu kandidovala na post prezidentky. V prvním kole získala 41,21 % hlasů a vyhrála. V následujícím kole získala 69,01 % a porazila tak Steva Pendarovského. Úřadu se ujala 12. května 2024.

### Prezidentka Severní Makedonie
Inaugurace Siljanovské-Davkové novou prezidentkou Severní Makedonie se uskutečnila 12. května 2024. Ve svém inauguračním projevu se zavázala k feminizaci a evropeizaci země a zdůraznila roli žen v Severní Makedonii. Mimo jiné vyvolala kontroverzi, když svou zemi označila jako „Makedonii“, a nikoliv jako „Severní Makedonii“. V reakci na to řecké ministerstvo zahraničí prohlásilo, že Siljanovská-Davková „svým jednáním porušila Prespanskou dohodu a ohrozila vztahy mezi oběma zeměmi, jakožto i vstup Severní Makedonie do Evropské unie“. Předseda vlády Řecka Kyriakos Mitsotakis označil výroky za „nezákonné a nepřijatelné“. K vyjádření ohledně názvu země se kriticky postavila také předsedkyně Evropské komise Ursula von der Leyenová, podle níž je vstup Severní Makedonie do EU podmíněn dodržováním Prespanské dohody. V reakci na tato vyjádření Úřad prezidentky Severní Makedonie vydal zprávu, v níž je uvedeno, že „země bude respektovat své mezinárodní závazky, avšak její občané mají právo používat název Makedonie jako osobní právo na sebeidentifikaci“.

## Politické postoje
V roce 2018 se postavila proti přijetí zákona, který by rozšířil oficiální používání albánštiny. Podepsání Prespanské dohody považuje za „porušení vnitrostátního práva“ a „závažné porušení kolektivních a individuálních lidských práv občanů Makedonie“. Je proti Smlouvě o přátelství, dobrých sousedských vztazích a spolupráci podepsané s Bulharskem. Mimo jiné je proti, aby byli Bulhaři uznáni jako etnická menšina v Severní Makedonii. Prezident Bulharska Rumen Radev se k vyjádření Siljanovské-Davkové vyjádřil následovně: „Je nutné změnit ústavu Severní Makedonie a respektovat práva Bulharů, stejně jako zastavit tamní nenávistné projevy vůči samotnému Bulharsku“.

## Soukromý život
Je vdaná a má dvě děti.